# Ecología de los medios
La Ecología de los medios es una teoría metafórica basada en el estudio de la interrelación de los medios de comunicación, sus tecnologías aplicadas, las prácticas culturales consecuentes a la sistematización de estos medios y los cambios, tanto biológicos como socio-ambientales, que generan el surgimiento, la evolución, la hibridación o la extinción de interfaces comunicacionales. Estos conceptos teóricos fueron propuestos por Marshall McLuhan en 1964, para después ser formalmente expuestos en 1968 por Neil Postman. Ecología en este contexto hace referencia a los ambientes en que los medios son desarrollados funcionalmente para corresponder a prácticas sociales determinadas.
McLuhan propuso que los medios de comunicación influyen en la progresión social y que, según esta lógica, periodos significativos de tiempo pueden ser categorizados por el surgimiento de una tecnología específica. Cada periodo tiene un medio que define la esencia de esa sociedad, lo cual corresponde al modo dominante de comunicación del tiempo en cuestión. Es por esto que la Ecología de los Medios argumenta que los medios de comunicación actúan como extensiones de los sentidos del hombre, y que por lo tanto, la tecnología de la comunicación se vuelve la principal causa del cambio social. Estos cambios se derivan de un ecosistema mediático que construye y determina un marco de referencia sobre los comportamientos y actitudes en una población, además de las propias dimensiones anexadas de los medios en cuestión.

## Pioneros de la Ecología de los medios

### Marshall McLuhan

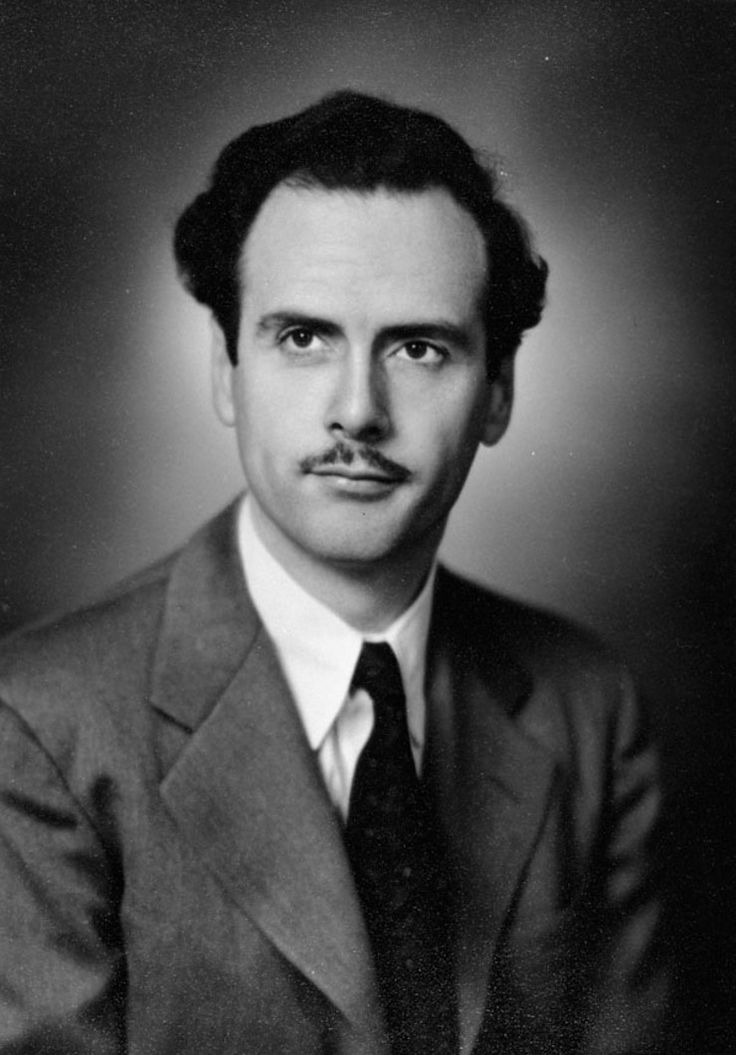
Marshall McLuhan.

McLuhan (1911 - 1980), filósofo y profesor de literatura inglesa, fue el primero en determinar que los medios interactúan entre sí, resumido en su aforismo “ningún medio adquiere su significado o existencia solo, sino exclusivamente en interacción constante con otros medios”. Planteó esta nueva dimensión intermedial de la ecología de los medios, mostrando a estos mismos como especies que conviven entre sí.

### Neil Postman
Inspirado por McLuhan, Neil Postman (1931 - 2003) fundó el Programa de Ecología de los Medios en la Universidad de Nueva York en 1971, a medida que desarrollaba la teoría que McLuhan había establecido. Según Postman, la Ecología de los Medios enfatiza los ambientes en los que operan la comunicación y difunde la información y los efectos que éstas tienen sobre los receptores. Para este investigador, la teoría también revela cómo los medios de comunicación afectan la percepción, comprensión, e interacción de una población, facilitando o impidiendo las posibilidades de su supervivencia, comportamientos y modos de pensar.

### Contribuciones

#### Walter Ong

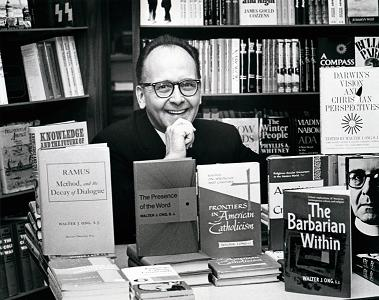
Walter Ong.

Walter Ong fue un profesor de filología inglesa, lingüista, historiador y sacerdote jesuita. Ong escribió en 1982 “Tecnología de la Palabra”, influenciado por los ambientes mediáticos de Marshall McLuhan y los estudios lingüísticos de Ferdinand de Saussure. Explica la relevancia de la oralidad y la escritura en las sociedades, manifestando así, la implicancia del lenguaje como constructor de significados que dan sentido a la realidad social.

#### Félix Guattari
Félix Guattari fue un psicólogo y filósofo francés. Guattari desarrolló su teoría de las Tres Ecologías, donde alude que una sociedad es el resultado de las interrelaciones con su entorno, los cuales los divide en tres planos: el medio ambiente, las relaciones sociales y la subjetividad humana, interpretando al hombre como un ser bio-psicosocial derivado a una unidad sistemática. Este pensador considera importante inmunizar a la sociedad contra la manipulación que ejercen los medios masivos de comunicación, que desvirtúan la realidad según los intereses de los grupos de poder en control. Por lo tanto, reivindica la idea de “cultura participativa” e “inteligencia colectiva”, ideas que luego seguirían desarrollándose junto a intelectuales como Henry Jenkins.

#### Yuri Rozhdestvensky
Yuri Rozhdestvensky fue un filósofo y lingüista ruso. Rozhdestvensky esbozó los cambios sistemáticos que se producen en la sociedad cada vez que se introducen nuevos medios de comunicación y relacionó estos cambios con los nuevos desafíos en la política, la filosofía y la educación. Es fundador de la escuela rusa de Ecología de los medios.

#### Carlos Scolari
Carlos Scolari es un investigador de la comunicación experto en medios digitales, interfaces y Ecología de los Medios. Sumó dos interpretaciones a la metáfora ecológica aplicada a los medios:
- Los medios como ambientes
  - Las tecnologías —desde la escritura hasta los medios digitales— generan ambientes que afectan a los sujetos que las utilizan, modelando su percepción y cognición. Esto responde a un nivel micro-individual.
- Los medios como especies
  - Video de Carlos Scolari en Wikimania 2015.Cada medio puede interpretarse como una especie coexistiendo con otras y transitando los cambios del ecosistema. Esto responde a un nivel macro-social.

## Conceptos básicos
- Los medios convergen entre sí: no pueden existir separados[3]
- Los medios se infunden en cada acto y acción en la sociedad: nos conectan a otros, logrando organizar a las sociedades como comunidades interconectadas.[4]
- Los medios fijan nuestras percepciones y experiencias: los medios determinan lo que sabemos y cómo nos sentimos acerca de lo que sabemos.[4]

La ecología de los medios es un sistema complejo: cualquier actor nuevo en la red socio-técnica, o la activación de una interfaz que reúna tecnologías y sujetos en una nueva configuración, puede generar una transformación profunda de todo el ecosistema.

### Estados dentro de la Ecología

#### Adaptación
La adaptación es el proceso en el que un medio se adecua a su hábitat frente a cambios estructurales externos o internos, haciendo su utilidad más adecuada al entorno. Un ejemplo es la adaptación a interfaces digitales de los conglomerados periodísticos, ampliando sus formatos de diario-papel, noticiero-televisivo, entre otros, para acaparar consumidores que no podían alcanzar con medios tradicionales. Durante la adaptación, algunos medios pueden perder su función original dentro del plano histórico y convertirse en nuevas estructuras.

#### Hibridación y coevolución
La interacción entre medios puede producir conflicto o cooperación. Cuando hay cooperación, interactúan dos medios diferentes y pueden desarrollar conjuntos de adaptaciones complementarias. Esto es hibridación. Un caso de hibridación es cuando programas televisivos complementan el uso de redes sociales para interconectar los usuarios digitales y también los televidentes, además de regenerarse como programa desde un plano de innovación y permanencia. Las redes sociales también se alimentan de nuevos usuarios, los televidentes, que pueden ingresar a sus plataformas por la exposición del programa en cuestión, que además podría tener contenido exclusivo digital y presencia dentro de estas redes. Por otro lado, cuando hay conflicto, la evolución/adaptación de un medio provoca adaptaciones obligatorias en los otros. A su vez, estos cambios en el resto de los medios provoca adaptaciones en el primer medio. Este ciclo de selección y respuesta recibe el nombre de coevolución, está principalmente dado por la competencia y supervivencia de los medios.

#### Extinción
La extinción es la desaparición de una herramienta técnica del medio, no del medio. Por ejemplo, el telégrafo como elemento técnico para la utilización del hombre desapareció, pero sigue existiendo el lenguaje telegráfico y los conceptos ligados al medio en sí, sobreviven en redes sociales como Twitter, o en aplicaciones de mensajería instantánea como WhatsApp.

### Historia de los medios según McLuhan
McLuhan creía que hay tres inventos que transformaron el mundo: el alfabeto fonético, la imprenta y el telégrafo. Debido a estas tecnologías, la Historia avanzó de una época a la siguiente. A través de esta estructura de los métodos distintivos de cada medio de comunicación (por ejemplo: oral, escrito, impreso, electrónico), lograron desarrollarse patrones en el cerebro que son distintivos de cada forma particular de comunicación. Es por esto que los medios forman un ambiente en el cual los usuarios se mueven “como un pez en el agua”, estos ambientes no dan cuenta de su existencia hasta que, por algún motivo, se vuelven visibles: los humanos modelamos los medios pero, al mismo tiempo, ellos nos remodelan sin que seamos conscientes de ello.

### El medio es el mensaje
"El medio es el mensaje" es la frase más famosa de McLuhan, donde destacó la importancia de las características mediáticas que influyen e incluso deciden el contenido del mensaje. Este concepto propone que el formato de los medios afecta y cambia los comportamientos de una sociedad. Es por eso que McLuhan creía que cuando un nuevo medio aparece, sin importar el contenido concreto que transmite, la nueva forma de comunicación trae consigo una fuerza que causa la transformación social.
El público normalmente se concentra en el contenido y pasa por alto el medio, a pesar de que el contenido no puede existir fuera de la forma en que está mediado. Con base en esto, McLuhan reconoció que los medios de comunicación funcionan como entornos porque estamos inmersos en ellos casi sin notar la presencia de éstos.

### Características de los medios según McLuhan
- El medio es una extensión del cuerpo, física o mentalmente. Los medios son extensiones integradas que no pueden pensarse con inexistencia independiente, al mismo tiempo que no puede desanexar al hombre del medio.
- El contenido de un medio es siempre otro medio. El impacto de los mensajes no es el verdadero contenido del medio. Un ejemplo es el telégrafo, que codifica el medio de la palabra impresa, que contiene el alfabeto, que contiene el habla humana, que contiene el pensamiento humano.
- Los nuevos medios no eliminan viejos medios, pero sí los modifican y/o desplazan. Los nuevos medios no generan extinciones, pero sí logran cambiar la percepción de los medios restantes. Por ejemplo: la imprenta no sustituye a la escritura a mano, sino que altera la forma en que se utiliza.

### Aldea Global
Marshall McLuhan usó el concepto "aldea global" para describir que "los seres humanos ya no pueden vivir aislados, sino que estarán siempre conectados por medios electrónicos". La teoría de la aldea global se convirtió en una de las ideas más prolíficas de la Ecología de los Medios, e impulsó una investigación significativa en muchas áreas.
La mayor característica de una aldea global debía ser la responsabilidad social que deben tener sus participantes. Creía que un mundo interconectado podría arraigar la preocupación y acción de los usuarios por eventos ajenos a su existencia y su comunidad. De todas maneras, muchos críticos de las nociones positivas de McLuhan se expresan preocupados frente a la idea de que una aldea global traiga como consecuencia la imposición de culturas dominantes que implanten sus creencias y prácticas, extinguiendo otras culturas.

### Medios fríos vs Medios calientes
McLuhan desarrolló una idea llamada “medio calientes y medios fríos”. Los medios calientes se refieren a medios que demandan poca participación de los usuarios. Estos tipos de medios no requieren ninguna interpretación porque dan toda la información necesaria para comprenderlos. Algunos ejemplos de medios calientes son la radio o los libros. Los medios fríos, en cambio exigen la participación activa de los usuarios, siendo una participación multi-sensorial. Algunos ejemplos de medios fríos son la televisión o las redes sociales.

### Leyes de los medios

Representación del Tétrade de Marshall McLuhan

Las leyes de los medios son otro aspecto de la Ecología de los Medios: McLuhan describió cuatro leyes con su hijo Eric McLuhan para explicar la influencia de la tecnología en la sociedad. Estas leyes plantean preguntas con el objetivo de desarrollar el pensamiento crítico.
Las cuatro leyes son:
- Extensión: ¿Qué extiende el medio? Los medios pueden extender funciones sociales, como el teléfono, lo que reduce la necesidad de interacciones cara a cara.
- Obsolescencia: ¿Qué hace caducar el medio? Cuando un medio se extiende y genera avances tecnológicos, una facultad física o psíquica se vuelve obsoleta. Esto no significa necesariamente que el medio más viejo es completamente erradicado. Por ejemplo, el auto vuelve obsoleto al pie, no en forma definitiva pero sí mientras se conduce, al punto de perder temporalmente su función sustancial de caminar.
- Recuperación: ¿Qué hace recuperar el medio? Los nuevos medios también pueden estimular una restauración de las medios antiguos. Por ejemplo, Internet ha promovido formas de redes sociales inexistentes en la televisión.
- Reversión: ¿Qué revierte el medio? Cuando un medio se lleva al límite pueden emerger características opuestas a las originales, invirtiendo sus características. Ejemplos: demasiados autos congestionan las autopistas: la velocidad que aportan originalmente se ven revertidas.

## Investigaciones e implicaciones recientes

### Nuevos medios
Los nuevos medios se caracterizan por la idea de la web 2.0. Este término fue acuñado en 2003 y popularizado por Tim O 'Reilly. O’Reilly argumenta que la suma de software, hardware y sociabilidad generaron nuevos cambios caracterizados por la participación, la apertura de softwares libres, la creación y acceso a conocimientos, el surgimiento de redes sociales, blogs, etc. Esta cultura participativa afianza la idea de Neil Postman: "el cambio tecnológico no es aditivo, es ecológico". Es por esto que la Ecología de los Medios es un marco teórico útil para los estudios de la difusión de Internet, el desarrollo de nueva generaciones de medios digitales, su reflejo en los nativos digitales y los procesos mediáticos de convergencia e hibridación que conllevan. Gracias a esto, la Ecología de los Medios se consolidó institucionalmente como un estudio contextual de la comunicación y las ciencias sociales.